# Белозубка Аллекса
Белозу́бка А́ллекса (лат. Crocidura allex) — млекопитающее из рода белозубки (Crocidura) подсемейства белозубочьих (Crocidurinae) семейства землеройковых (Soricidae).
В настоящее время распространена в Кении и северной Танзании. Белозубок Аллекса обнаруживали на горах Килиманджаро и Меру, в кратере Нгоронгоро и в горных районах юго-западной Кении. Вид обитает на высоте 2000—4000 метров над уровнем моря, в альпийских лугах и болотах.
Белозубка Аллекса считается относительно редким животным, однако она довольно многочисленна на Килиманджаро. Главная угроза для вида — потеря мест обитания вследствие хозяйственного освоения земель. Существуют подозрения, что глобальное потепление может стать угрозой в ближайшем будущем для горных мест обитания белозубки Аллекса. Для её защиты необходимы дальнейшие исследования ареала, численности популяции, размножения и состояния среды обитания.
Международный союз охраны природы классифицирует белозубку Аллекса как вид, вызывающий наименьшие опасения. Она широко распространена и встречается в различных средах обитания, в том числе населяет ряд охраняемых территорий. Тем не менее, отмечается, что утрата среды обитания может привести к тому, что в ближайшем будущем статус вида будет пересмотрен.